# Phetchaburi
Phetchaburi (tiếng Thái: เพชรบุรี) là một thị xã ở miền trung Thái Lan, thủ phủ của tỉnh Phetchaburi (thesaban mueang). Trong tiếng Thái, Phetchaburi có nghĩa là thành phố của kim cương (Buri nghĩa là thành phố trong tiếng Phạn). Thị xã cách khoảng 160 km về phía nam thủ đô Bangkok, ở cuối phía bắc của bán đảo Thái Lan. Vào năm 2005, thị xã có dân số 26.181 người và bao gồm hai tambon Tha Rap và Khlong Krachaeng.
Sông Phetchaburi chảy qua trung tâm của thị xã. Khu vực này có địa hình chủ yếu là bằng phẳng, trừ một ngọn đồi ở vùng ngoại ô của thị xã (gọi là Khao Wang). Cung điện hoàng gia tên là Phra Nakhon Khiri và là một trong các ngôi chùa (wat) tọa lạc trên đỉnh của Khao Wang. Ngọn đồi và thị xã đã là địa điểm của một lễ hội hàng năm, được gọi là hội chợ Phra Nakhon Khiri. Lễ hội kéo dài tám ngày vào đầu tháng hai và bao gồm một chương trình âm thanh và ánh sáng và vũ đạo Thái cổ điển.
Hoa biểu tượng chính thức của thị xã là hoa đại.
Phetchaburi được biết đến với các món tráng miệng truyền thống của Thái Lan. Nổi tiếng nhất là một món tráng miệng sữa trứng được gọi là Khanom Mor Gaeng. Các món tráng miệng phổ biến khác bao gồm món ảnh hưởng của Bồ Đào Nha yip thong, thong yod, và foi thong.